# Hermonassa robusta
Hermonassa robusta är en fjärilsart som beskrevs av Charles Boursin 1970. Hermonassa robusta ingår i släktet Hermonassa och familjen nattflyn. Inga underarter finns listade i Catalogue of Life.